# Виладосола
Виладо̀сола (на италиански: Villadossola, на местен диалект: Vila d'Osula, Вила д'Осула) е градче и община в Северна Италия, провинция Вербано-Кузио-Осола, регион Пиемонт. Разположено е на 257 m надморска височина. Населението на общината е 6743 души (към 2014 г.).